# Craig MacGregor
Craig MacGregor (Des Moines, Iowa; 13 de septiembre de 1949-9 de febrero de 2018) fue un músico estadounidense.

## Biografía
Es reconocido por su trabajo como bajista de la agrupación británica Foghat, banda a la que se unió en 1976.
En 2015 fue diagnosticado con cáncer de pulmón. Aunque aún era un miembro oficial de Foghat, los efectos de la quimioterapia no le permiten salir de gira con la agrupación, por lo que es reemplazado por Rodney O'Quinn en los conciertos.

## Discografía

### Foghat
| Año  | Álbum                          | Tipo    | Notas       |
| ---- | ------------------------------ | ------- | ----------- |
| 1976 | Night Shift                    | Estudio |             |
| 1977 | Live                           | En vivo |             |
| 1978 | Stone Blue                     | Estudio |             |
| 1980 | Tight Shoes                    | Estudio |             |
| 1981 | Girls to Chat & Boys to Bounce | Estudio |             |
| 2003 | Decades Live                   | En vivo | 5 canciones |
| 2007 | Foghat Live II                 | En vivo |             |
| 2016 | Under the Influence            | Estudio |             |

### Otros artistas
| Artista     | Año  | Álbum    | Tipo    | Notas       |
| ----------- | ---- | -------- | ------- | ----------- |
| Buck Dharma | 1982 | Flat Out | Estudio | 3 canciones |